# Gratuità (filosofia)
In filosofia, il termine gratuità indica la mancanza di dimostrazione, onde l'affermazione rimane dubbia, secondo l'antico adagio: Quod gratis asseritur, gratis negatur.
Un significato nuovo ha assunto nell'esistenzialismo di André Gide e di Jean-Paul Sartre: la gratuità è la caratteristica fondamentale dell'esistenza che è assoluta contingenza immotivata; conseguentemente, è caratteristica degli atti esistenziali, come la scelta, che risulta così senza motivi, assolutamente libera, e pertanto assurda.
Inoltre, per Sartre, la gratuità è l'ultimo fondamento della responsabilità, in quanto chi sceglie senza alcun motivo è il solo responsabile della sua scelta.